# راشد شرار
راشد شرار شاعر وإعلامي إماراتي ولد في الشارقة عام 1952م. هو مدير مركز الشارقة للشعر الشعبي، وصدر له عدد من الدواوين منها (العمر كله)، و(مواثيق الوفاء).

## العمل
- مدير مركز الشارقة للشعر الشعبي.[3]
- مدير مهرجان الشارقة للشعر الشعبي.[4]
- قدم برامج تلفزيونية وإذاعية مختصة بالثقافة والشعر الشعبي أشهرها «مجالس الشعراء» على قناة دبي.
- أشرف على صفحات الشعر الشعبي في عدد من المجلات والإصدارات الثقافية.
- شارك في لجان تحكيم العديد من المسابقات التي تعنى بالشعر الشعبي والشلة على مستوى الخليج.[5]

## المؤلفات
| الكتاب                                      | سنة النشر | ملاحظات                                                              |
| ------------------------------------------- | --------- | -------------------------------------------------------------------- |
| الفلاحي: الشاعر أحمد بن محمد بن دري الفلاحي | 2002      |                                                                      |
| بوسنيدة شاعر برع في صناعة الخط والكتابة     | 2009      | بالاشتراك.                                                           |
| خيوط من ذهب                                 | 2010      | [ 7 ]                                                                |
| غصن المعاني                                 | 2011      | [ 8 ]                                                                |
| عذب البيان في آل نهيان                      | 2011      | [ 9 ]                                                                |
| العمر كله                                   | 2016      |                                                                      |
| صفوة الصفوة                                 | 2018      |                                                                      |
| زايد قصيدة وطن                              | 2018      |                                                                      |
| مواثيق الوفاء                               | 2018      | حصل على جائزة أفضل ديوان شعر من جائزة العويس للإبداع (25) 2017-208م. |